# Croix de la Lé
Croix de la Lé är en bergstopp i Schweiz. Den ligger i distriktet Monthey och kantonen Valais, i den sydvästra delen av landet, 80 km sydväst om huvudstaden Bern. Toppen på Croix de la Lé är 1 872 meter över havet.